# 復興建設技術協会
社団法人復興建設技術協会（ふっこうけんせつぎじゅつきょうかい）は、戦災後の国土を復興させることを主旨として建設技術者が集結して1946年5月に設立された社団法人であり、現在は存在しない。
のちに各支部の建設コンサルタント部門が独立して株式会社化している。

## 沿革
この協会の設立目的は外地からの引き上げてきた建設関係のエンジニアを対象として職を斡旋するとともに、優れた技術力を復興と新生日本の建設に役立つというもので、1946年4月に建設技術者の親睦会である「大日本技術会」から会長名で当時の内務大臣、運輸大臣、戦災復興院総裁にたいして設立趣意書を提出、発起人196名で同年6月に発足となる。なお設立趣意書では「建設復興技術協会」と、建設と復興が逆であった。協会長には佐野利器が就任する。協会の趣意や定款には早期の復興のために多くの官公庁業務が今後業務が外注になるであろうとし、それらを協会が積極的に委託していく構想が打ち出されているほか、建設技術に関する相談と指導を事業目的に掲げてあり、今日の建設コンサルティング業務の先駆を成していた。

## 株式会社化後
- 株式会社復建技術コンサルタント - 前身は当協会仙台出張所。旧社名は株式会社東北復建事業所。本社は仙台市。
- 株式会社復建エンジニヤリング - 前身はだいぶ遅れて1953年設立の当協会関東支部。旧社名は株式会社関東復建事務所。本社は東京都。
- 中部復建株式会社 - 前身は当協会中部支部。旧社名は株式会社中部復建事務所。本社は名古屋市。
- 中央復建コンサルタンツ株式会社 - 前身は当協会近畿支部。旧社名は株式会社近畿復建事務所。本社は大阪市。
- 復建調査設計株式会社 - 前身は当協会中国四国支部。旧社名は株式会社中国四国復建事務所。本社は広島市。
- 第一復建株式会社 - 前身は当協会九州支部。旧社名は株式会社九州復建事務所。本社は福岡市。

### 現在の関係
- 経営・技術情報を交換する程度の交流にとどまっている。

### 社名
- 現在でも各社の社名に『復興建設』の名残が『復建』として残っている。